# Antef l'Ancien
Pour les articles homonymes, voir Antef.
Antef l'Ancien (ou Antef le Grand, « Antef-Âa », Jn-(j)t=f-ˁȝ), né vers le XXIIe siècle avant notre ère, est un nomarque thébain de la Première Période intermédiaire, ayant vécu peut-être à la fin de la VIIIe dynastie ou au cours de la IXe ou de la Xe dynastie. Il est le père de Montouhotep Ier et sera vu plus tard comme l'ancêtre de la XIe dynastie, qui réunifiera l'Égypte plus tard sous le règne de Montouhotep II.

## Biographie
Antef l'Ancien était le nomarque de Thèbes vers 2150 avant notre ère. En tant que tel, il aurait nominalement servi soit un roi de la VIIIe dynastie, soit l'un des rois héracléopolitains de la IXe dynastie. Antef l'Ancien aurait contrôlé un territoire couvrant soit uniquement le nome de Thèbes, soit les quatre premiers nomes de Haute-Égypte, Coptos, dans le cinquième nome, étant alors contrôlé par une autre dynastie de nomarques. En effet, Antef Ier a régné sur les quatre premiers nomes de Haute-Égypte, mais la conquête des trois premiers nomes par la défaite d'Ânkhtyfy ou de l'un de ses successeurs a pu se faire un peu avant. En effet, une stèle donne à un nomarque Antef le titre de « Grand seigneur de la Haute-Égypte », cela pourrait se rapporter à Antef l'Ancien et signifier qu'il contrôlait tout le sud du territoire égyptien.
Son probable fils, Montouhotep Ier, prendra sa succession en tant que nomarque et se fera proclamer roi à titre posthume par Antef Ier, premier réel roi de la XIe dynastie.

## Attestations

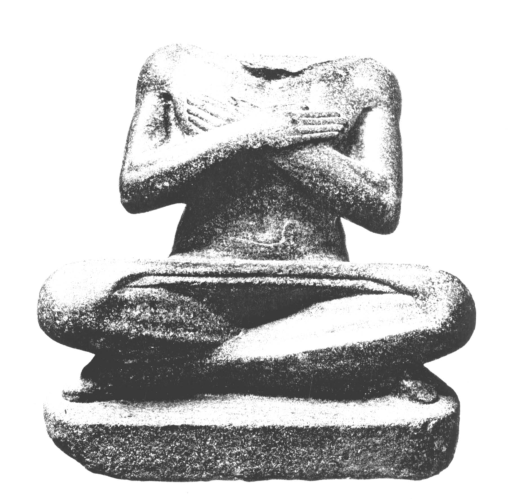
Statue assise en l'honneur d'« Antef-Âa, né d'Ikou »

Antef l'Ancien était apparemment perçu comme une figure fondatrice de la XIe dynastie après sa mort. Par exemple, son nom figure dans la Chambre des ancêtres (n° 13) érigée à Karnak par Thoutmôsis III plus de 600 ans après la mort d'Antef. Antef y porte les titres d'iry-pat (« Prince héréditaire ») et de haty-a (« Comte »). 
Antef l'Ancien est également probablement à identifier avec le « Antef-Âa, né d'Ikou », à qui Sésostris Ier a dédié une statue assise représentant Antef en scribe :
« Réalisé par le roi de Haute et Basse-Égypte Khéperkarê comme son monument pour son père le prince Antef l'Ancien [...] né d'Ikou. »,.
Antef l'Ancien était également l'objet de cultes privés, comme le montre la stèle de Maâti, un fonctionnaire mineur de Montouhotep II, qui se trouve aujourd'hui au Metropolitan Museum of Art (n° 14.2.7). Sur sa stèle, Maâti demande que des prières soient dites pour « Antef l'Ancien, fils d'Ikou ».
Antef peut également être mentionné sur une stèle funéraire trouvée à Dendérah, mais très probablement originaire de la nécropole thébaine de Dra Abou el-Naga,. Cette stèle, fragmentée en deux morceaux situées aux musées de Strasbourg (n° 345) et de Florence (n° 7595), appartenait à un petit fonctionnaire également nommé Antef qui fut choisie par son dirigeant nommé Antef pour assister à une réunion de nomarques à sa place,. La stèle donne à cet Antef le titre de « Grand seigneur de la Haute-Égypte », d'où l'on déduit que les territoires situé plus au sud de Thèbes, autrefois fief de la famille d'Ânkhtyfy, ont depuis été conquis par la coalition Thèbes-Coptos. L'attribution de cette stèle à Antef l'Ancien est débattue.
Vu l'importance d'Antef l'Ancien aux yeux de ses successeurs, Alan Gardiner a proposé qu'il soit mentionné sur le Canon royal de Turin dans la colonne 5 ligne 12. Cela reste cependant conjectural car cette section du papyrus est complètement manquante.

## Tombe
Auguste Mariette a déterré une stèle du prince héréditaire Antef à Dra Abou el-Naga sur la rive ouest de Thèbes et qui se trouve maintenant au Musée égyptien du Caire (CG 20009). La stèle donne les titres d'Antef et montre qu'il a servi un roi non-nommé : 
« Une offrande que le roi fait à Anubis, qui est sur sa montagne, qui est au lieu d'embaumement, Seigneur du lieu saint, pour qu'il la donne au prince héréditaire, comte, grand seigneur du nome thébain, satisfaisant le roi comme gardien de la porte du sud, grand pilier de celui qui fait vivre ses Deux Terres, le prophète en chef dévoué au grand dieu, Antef. »,,
Jürgen von Beckerath pense que cette stèle était la stèle funéraire d'Antef, placée à l'origine dans une chapelle près de son tombeau.